# Eve Harrington
Eve Harrington è un personaggio, principale antagonista del film Eva contro Eva di Joseph L. Mankiewicz.

## Storia del personaggio
Eve Harrington si presenta a Margo Channing, famosa diva di Broadway e, con finto candore, le esprime la sua ammirazione che l'ha portata a seguirla per anni ad ogni spettacolo. Convinta della buona fede della ragazza, Margo l'assume come segretaria.
Ben presto Eve si dimostra però fin troppo premurosa e talvolta intrigante, tanto che Margo inizia a essere gelosa delle attenzioni del suo fidanzato Bill Sampson nei confronti della ragazza, dopo averli visti chiacchierare confidenzialmente.
Successivamente, fingendosi vittima della crescente isteria di Margo, e grazie all'appoggio di Karen, moglie del commediografo della diva Lloyd Richards, Eve ottiene il ruolo di sostituta di Margo nel suo ruolo più applaudito. Favorita dalle recensioni del critico Addison DeWitt, divenuto suo amante, Eve da un giorno all'altro diventa una stella del palcoscenico, offuscando l'astro declinante della rivale.
Eve ottiene un grande successo nel ruolo inizialmente destinato a Margo, e viene insignita del premio "Sarah Siddons", uno dei più prestigiosi riconoscimenti teatrali. Al termine della serata, ormai odiata da tutti i suoi vecchi amici, la nuova stella del teatro rientra nel suo appartamento, dove trova ad attenderla la giovanissima Phoebe, sua fervente ammiratrice e aspirante attrice altrettanto ambiziosa...

## Riconoscimenti
Eve Harrington, interpretata da Anne Baxter nel film, è stata giudicata tra le più grandi cattive del cinema americano, in base alla valutazione dell'American Film Institute.

## Altre interpreti
Nell'adattamento musicale del film, Applause, il ruolo di Eve è stato interpretato da Penny Fuller (Broadway, 1970; candidata al Tony Award alla miglior attrice non protagonista in un musical), Angela Richards (Londra, 1972), Ivana Monti (Milano e Roma, 1980), Jean Louisa Kelly (Los Angeles, 2005) e Erin Davie (New York, 2008). Lily James ha ricoperto la parte nell'adattamento teatrale a Londra nel 2019.